# شيرين أباد (زرين غل)
شیرین أباد (بالفارسية: شیرین‌آباد) هي قرية تقع في إيران في قسم زرین غل الریفي. يقدر عدد سكانها بـ 453 نسمة .